# Gasteria
Gasteria is een geslacht uit de affodilfamilie. De soorten komen voor in Zuid-Afrika en Namibië.

## Soorten
- Gasteria acinacifolia
- Gasteria antandroi
- Gasteria armstrongii
- Gasteria batesiana
- Gasteria baylissiana
- Gasteria croucheri
- Gasteria disticha
- Gasteria doreeniae
- Gasteria ellaphieae
- Gasteria excelsa
- Gasteria glauca
- Gasteria glomerata
- Gasteria latifolia
- Gasteria nitida
- Gasteria pendulifolia
- Gasteria pillansii
- Gasteria polita
- Gasteria pulchra
- Gasteria rawlinsonii
- Gasteria tukhelensis
- Gasteria vlokii
- Gasteria worrinkae

... · 
Aloe (Aloë) · 
Asphodelus (Affodil) · 
Astroloba · 
Bulbine · 
Bulbinella · 
Chamaealoë · 
Chortolirion · 
Eremurus · 
Gasteria · 
Haworthia · 
Herpolirion · 
Jodrellia · 
Kniphofia · 
Lomatophyllum · 
Poellnitzia · 
Trachyandra · 
...